# Robert Lieberman
Robert Lieberman (Buffalo, 16 luglio 1947 – Los Angeles, 1º luglio 2023) è stato un regista statunitense.

## Biografia
Lieberman è stato il fondatore dello studio di produzione di spot televisivi Harmony Pictures e ne ha diretti molteplici in prima persona. In questo campo ha ricevuto diversi Clio Awards e Directors Guild of America Award per questa attività. Come regista cinematografico ha diretto alcuni film di buon successo tra cui spicca Bagliori nel buio del 1993. Ha diretto anche molti episodi di serie televisive di successo tra cui La legge di Bird, X-Files, Brothers & Sisters, Lost Girl, The Dead Zone, Criminal Minds e Nikita.
Lieberman è stato sposato dal 1990 al 2001 con l'attrice Marilu Henner.

## Filmografia

### Cinema
- Tavolo per cinque (Table for Five) (1983)
- Caro Babbo Natale (All I Want for Christmas) (1991)
- Bagliori nel buio (Fire in the Sky) (1993)
- Ducks - Una squadra a tutto ghiaccio (D3: The Mighty Ducks) (1996)
- The Stranger - Lo straniero (The Stranger) (2010)
- The Tortured (2010)
- Breakaway (2011)

### Televisione
- ABC Afterschool Specials – serie TV, episodi 7x02-7x03 (1978)
- In famiglia e con gli amici (thirtysomething) – serie TV, episodio 1x09 (1987)
- I ragazzi della prateria (The Young Riders) – serie TV, episodio 1x01 (1989)
- La legge di Bird (Gabriel's Fire) – serie TV, 4 episodi (1990-1991)
- Sotto inchiesta (Under Suspicion) – serie TV, episodio 1x01 (1989)
- Titanic – miniserie TV (1996)
- NetForce - Squadra speciale on line (NetForce) – film TV (1999)
- Ancora una volta (Once and Again) – serie TV, episodio 1x05 (1999)
- X-Files (The X-Files) – serie TV, episodio 7x05 (1999)
- Squadra Med - Il coraggio delle donne (Strong Medicine) – serie TV, episodio 1x01 (2000)
- Red Skies – film TV (2002)
- The Dead Zone – serie TV, 5 episodi (2002)
- Jake 2.0 – serie TV, episodio 1x01 (2003)
- La leggenda di Earthsea (Earthsea) – miniserie TV (2004)
- Killer Instinct – serie TV, episodio 1x01 (2005)
- Dexter – serie TV, episodi 1x04-1x05 (2006)
- Shark - Giustizia a tutti i costi (Shark) – serie TV, episodio 1x10 (2006)
- Eureka – serie TV, episodio 2x03 (2007)
- Brothers & Sisters - Segreti di famiglia (Brothers & Sisters) – serie TV, episodio 2x09 (2007)
- Nikita – serie TV, episodio 1x19 (2011)
- Lost Girl – serie TV, 4 episodi (2010-2011)
- King – serie TV, episodio 2x04 (2012)
- XIII (XIII: The Series) – serie TV, episodio 2x04 (2012)
- The Listener – serie TV, 4 episodi (2012-2013)
- Criminal Minds – serie TV, episodio 9x17 (2014)
- Haven – serie TV, 6 episodi (2010-2014)
- Ascension – miniserie TV (2014)
- Falling Skies – serie TV, episodio 5x03 (2015)
- The Art of More – serie TV, episodi 2x01-2x02 (2016)
- Eyewitness – serie TV, episodi 1x07-1x08 (2016)
- The Expanse – serie TV, 4 episodi (2016-2017)
- Rogue – serie TV, 4 episodi (2016-2017)
- Private Eyes – serie TV, episodi 1x06-1x08-2x02 (2016-2017)